# Onkamonjärvi
Onkamonjärvi är en sjö i kommunen Uleåborg i landskapet Norra Österbotten i Finland. Sjön ligger 33,3 meter över havet. Arean är 74 hektar och strandlinjen är 4,15 kilometer lång. Sjön  ingår i Kiminge älvs huvudavrinningsområde.   Den ligger omkring 24 kilometer norr om Uleåborg och omkring 560 kilometer norr om Helsingfors. 